# Dickerson City
Dickerson City ist  ein census-designated place (CDP) im Santa Rosa County im US-Bundesstaat Florida mit 160 Einwohnern (Stand: 2020). 

## Geographie
Dickerson City liegt an der Pensacola Bay und rund 15 km südlich von Milton sowie etwa 25 km westlich von Pensacola. 

## Demographische Daten
Laut der Volkszählung 2010 verteilten sich die damaligen 146 Einwohner auf 148 Haushalte, davon sind die meisten als Zweitwohnsitz genutzte Ferienwohnungen. 94,5 % der Bevölkerung bezeichneten sich als Weiße und 2,7 % als Afroamerikaner. 2,7 % gaben die Angehörigkeit zu mehreren Ethnien an. 4,1 % der Bevölkerung bestand aus Hispanics oder Latinos.
Im Jahr 2010 lebten in 25,9 % aller Haushalte Kinder unter 18 Jahren sowie 27,6 % aller Haushalte Personen mit mindestens 65 Jahren. 63,8 % der Haushalte waren Familienhaushalte (bestehend aus verheirateten Paaren mit oder ohne Nachkommen bzw. einem Elternteil mit Nachkomme). Die durchschnittliche Größe eines Haushalts lag bei 2,52 Personen und die durchschnittliche Familiengröße bei 3,14 Personen.
21,8 % der Bevölkerung waren jünger als 20 Jahre, 20,6 % waren 20 bis 39 Jahre alt, 34,9 % waren 40 bis 59 Jahre alt und 22,6 % waren mindestens 60 Jahre alt. Das mittlere Alter betrug 44 Jahre. 51,6 % der Bevölkerung waren männlich und 48,4 % weiblich.
Das durchschnittliche Jahreseinkommen lag bei 22.217 $, dabei lebte niemand unter der Armutsgrenze.